# Juliët Lohuis
Juliët Lohuis, född 10 september 1996, är en nederländsk volleybollspelare (center). Hon spelar (2023) för Volleyball Casalmaggiore och seniorlandslaget. Tidigare har hon spelat för Allianz MTV Stuttgart, USC Münster, VV Alterno, Eurosped, Talent Team Papendal Arnhem och VV Set-Up'65.